# Loricaster tumidus
Loricaster tumidus is een keversoort uit de familie oprolkogeltjes (Clambidae). De wetenschappelijke naam van de soort werd in 1981 gepubliceerd door Sebastian Endrödy-Younga.